# Torneig d'Històrics del Futbol Català 2008
La XXIIIa edició del Torneig d'Històrics del Futbol Català disputada l'any 2008 va ser organitzada per la Unió Esportiva Sant Andreu. Els partits van ser disputats a l'Estadi Narcís Sala.
La competició es dividí en quatre grups de 3 equips que s'enfrontaren en eliminatòries de 3x1 (tres partits de 45 minuts). Els vencedors de cada grup s'enfrontaren a semifinals. Les semifinals i la final es disputaren en partits de 90 minuts.

## Distribució de grups
| Grup 1          | Grup 2         | Grup 3      | Grup 4         |
| --------------- | -------------- | ----------- | -------------- |
| UE Sants        | CE Europa      | CF Badalona | CE Premià      |
| CE L'Hospitalet | FC Martinenc   | UA Horta    | CD Masnou      |
| UE Sant Andreu  | UEA Gramenet B | CE Júpiter  | CE Sabadell FC |

## Grup 1
Partits disputats el dilluns
 4 d'agost de 2007
- C.E. L'Hospitalet 0 – U.E. Sants 1

0 - L'Hospitalet: Íñigo, Siscu, Jornet, Álex (Lobato, 34'), Dani Morales, David Andreu, David Corominas, Cristian (Edu, 34'), Víctor Ramos, Cristian Alfonso (Iván Hammouch, 34') i Montero. 

1 - Sants: Quim, Navas, Agustín, Morales, Isac, Manu, Cristian, Gatell, Jota, Pascual i Ignasi (Òscar, 26'). 

Àrbitre: Arnal Bebía. T.G.: David Corominas, Montero, Iván Hammouch / Morales, Isac i Pep Marguí (entrenador). 

Gol: 0-1, Jota (5'). Penals: 4-1 a favor de L'Hospitalet
- C.E. L'Hospitalet 0 – U.E. Sant Andreu 1

0 - L'Hospitalet: Craviotto, Francisco Javier, Víctor, Edu, Dani Morales, David Andreu, Iván Hammouch, Brullet, Víctor Ramos (Alberto, 25'), Montero, David Corominas (Lobato, 36'). 

1 - Sant Andreu: Morales, Luso, Guirado, Álvaro Corral, Moyano, Jorge Sánchez, Edu Oriol, Lorca, Eloi, Lanzarote i Pablo Sierra. 

Àrbitre: Molina Fernández. T.G.: Alberto / -. T.V.: Dani Morales (32'). 

Gol: 0-1, Lanzarote, pen. (45').
- U.E. Sants 1 – U.E. Sant Andreu 2

1 - Sants: Carlos, Fran, Agustín (Navas, 10'), Mikel, Óscar, Morales (Ignasi, 20'), Cristian, Pascual, Siles, Dani i Isac. 

2 - Sant Andreu: Gerardo, Pitu, Guirado (Álvaro Corral, 34'), Marcos, Rueda, Abraham, Pons, Lorca (Dani Martí, 20'), Eloi (Teixi, 34'), Lanzarote (Edu Oriol, 34') i Pablo Sierra. 

Àrbitre: Gràcia Álvarez. T.G.: - / Pablo Sierra. 

Gols: 0-1, Pablo Sierra, pen. (6'). 0-2, Marcos (19'). 1-2, Ignasi (45').

## Grup 2
Partits disputats el dimarts
 5 d'agost de 2007
- U.D.A. Gramenet B 0 – F.C. Martinenc 3

0 - Gramenet B: Àlex, Iván, Marc, Guillem, Adri, Lluís, Quim, Ramon, Miguel, Santolalla i Brinkis. 

3 - Martinenc: Leo, Sergi, Miguel, Guillem, Héctor, Aitor, Franc (Víctor 35'), Bosch, Bauli, Nacho i Pau. 

Àrbitre: Yugueros Vicente. T.G.: Santolalla / Pau. 

Gols: 0-1, Bauli (28'). 0-2, Bauli (36'). 0-3, Bauli (45').
- U.D.A. Gramenet B 0 – C.E. Europa 2

0 - Gramenet B: Jodar, Pau, Ayala, Guillem (Adri 26'), Mario, Ortega, Cristian, Vives, Toni, Víctor i Eloy. 

2 - Europa: Carulla, Àlex, Roger, Amantini, Suarez, Fernando (Gatell, 30'), Òscar García, Nefta (Jonathan, 30'), David, Delmàs (Josué, 37') i Callicó (Llobet, 30'). 

Àrbitre: Betrian Moreno. Sense targetes. 

Gols: 0-1, Nefta (15'). 0-2, Òscar García (28').
- F.C. Martinenc 1 – C.E. Europa 1

1 - Martinenc: Olavide, Jordi, Miguel, Aitor, Quique, Lario, Víctor, Marc Ribas, Bauli (Nacho, 25'), Franc (Pau, 25') i Mur. 

0 - Europa: Adri, Alex, Jonathan (Víctor, 8' (Amantini, 15')), Golobart, Gatell, Fernando, Suárez, Albert, Òscar Garcia (Josue, 19'), Llobet i Callicó (Delmàs, 23') 

Àrbitre: Sánchez Rico. T.G.: Bauli / Golobart. 

Gols: 0-1, Albert (16'). 1-1, Pau, pen. (46')

## Grup 3
Partits disputats el dimecres
 6 d'agost de 2007
- C.F. Badalona 1 – U.A. Horta 0

1 - Badalona: Rubén, Ferrón, Héctor, Alfonso, Cámara, Isaias, Blanco, David Prats, Molist, Santi Amaro i Larios. 

0 - Horta: Álvaro, Jonhy, Alonso, Iván, Gerard, Jose, Marquiño, Sergio, Mario, Lolo i Amador. 

Àrbitre: Pinzano Rodríguez. Sense targetes. 

Gol: 1-0, Molist (35').
- U.A. Horta 0 – C.E. Júpiter 1

0 - Horta: Álex, Marcos (Erec, 17'), Marc, Víctor, Cano, Dupla, Juanchi, Sergio (Amador, 29'), Mario (Nelson, 17'), Lolo (Cobo, 17') i Valderas. 

1 - Júpiter: Jordi, Bernal, Adrián, Òscar (Peque, 24'), Raúl, Serrano, Carlos Vidal (Mora, 24'), Miguel (Lombardo, 24'), Fran (Meco, 24'), Lozano i Carlos. 

Àrbitre: Puigvert Grima. Sense targetes. 

Gol: 0-1, Carlos Vidal (21').
- C.F. Badalona 3 – C.E. Júpiter 0

3 - Badalona: Aure, Edgar, Larios (Héctor, 22'), Chino, Cámara (Alfonso, 22'), Curro, Mechi, Aitor, Blanco (David Prats, 22'), Santi Amaro (Isaias, 22') i David López. 

0 - Júpiter: Jordi, Bernal, Adrián (Serrano, 6'), Òscar (Mora, 18'), Raúl, Lombardo, Edwin, Miguel, Fran, Eneko (Lozano, 26') i Peque. 

Àrbitre: Medié Jiménez. T.G.: David Prats / -.

Gols: 1-0, Aitor (17'). 2-0, Lombardo, en pròpia porta (36'). 3-0, Mechi (42').

## Grup 4
Partits disputats el dijous
 7 d'agost de 2007
- CE Sabadell 1 - 0 CE Premià

1 - Sabadell: De Navas, Jorge Campos, De la Plata, Cazorla (Joel, 24’), Jaume Berlanga, Mejías, Áxel, Sergio Iglesias, Javi Rodríguez, Roberto i Carralero (Juvenal, 24’). 

0 - Premià: Suriñach, Maik, Rubén Salvador, Dani Amante, Melo, Sergio Navarro, Aday (Parrés, 41’), Gerard, Alberto Molina (Álex, 41’), Bakary (Gascón, 36’) i Jonathan. 

Àrbitre: González Pleguezuelos. Sense targetes. 

Gols: 0-1, Alberto Molina (3’). 1-1, Javi Rodríguez, pen. (36’).
- CE Sabadell 2 - 1 CD Masnou

2 - Sabadell: De Navas, Jorge Campos (Mejías, 28’), Oriol Miralles, Cazorla, Pep Pagés, Juvenal, Áxel (Roberto, 28’), Siso, Joel, Javi Rodríguez (Pradas, 28’) i Carralero (Milán, 28’). 

1 - Masnou: Xavi, Alberto, Adolfo, Javier, Álex, Roberto, Cristian, Galisteo, Espín, Valderas i Pipa. 

Àrbitre: Kizildag Deniz. T.G.: - / Pipa. 

Gols: 0-1, Pipa (11’). 1-1, Juvenal (14’). 2-1, Roberto (45’). 

- CE Premià 1- 0 CD Masnou

1 - Premià: Marc, Litus, Rubén Ortiz, Rueda, Sergio Navarro, Parrés, Marcelo (Álex, 35’), Kevin (Cata, 29’), Gascón, Triguero (Òscar, 29’) i Arturo.

0 - Masnou: Abel, Marsal, Adolfo, Boris, Adam, Roberto, Edu, Galisteo (Álex, 16’), Juste, Valderas i Vasco. 

Àrbitre: Bastida Torres. T.G.: Triguero / Adam. 

Gol: 1-0, Marcelo (23’).

## Semifinals
Partits disputats el divendres
 9 d'agost de 2007
- U.E. Sant Andreu 0 - 2 C.F. Badalona

0 - Sant Andreu: Morales, Luso, Guirado, Álvaro Corral, Moyano, Lorca (Jorge Sánchez, 62’), Besora (Edu Oriol, 62’), Dani Martí (Pons, 62’), Eloi, Lanzarote i Pablo Sierra (Abraham, 78’).

2 - Badalona: Aure, Ferrón, Héctor, Javi Chino, Cámara, Isaias (Santi Amaro, 62’), Blanco (Edgar, 77’), Aitor (David López, 62’), David Prats, Curro i Larios (Mechi, 77’).

Àrbitre: Pérez Fuentes. T.G.: Guirado, Moyano, Álvaro Corral / Aure, Javi Chino, Blanco, Isaias i David Prats. T.V.: Lanzarote (75’). 

Gols: 0-1, David Prats (34’). 0-2, David Prats (57’).
- F.C. Martinenc 1 - 1 C.E. Sabadell

1 - Martinenc: Leo, Héctor, Miguel, Aitor, Cristian (Guillem, 70’), Lario, Víctor (Sergi, 60’), Ribas, Bauli (Fran, 75’), Nacho i Pau (Mur, 52’).

1 - Sabadell: De Navas, Cazorla, Oriol Miralles, Jaume (Mejías, 46’), Pep Pagés, Juvenal, Millán (Sergio Iglesias, 46’), Siso (Javi Rodríguez, 46’), Joel, Carralero i Áxel (Sergio Iglesias, 70’).

Àrbitre: José Barrera. T.G: Miguel, Pau / Joel i Mejías (2, 78’). 

Gols: 1-0, Nacho (26’). 1-1, Joel (34’). 8-7 als penals.

## Final
Partit disputat el dissabte
 10 d'agost de 2007
- C.F. Badalona 7 - 0 F.C. Martinenc

7 - Badalona: Rubén (Pau 45’), Pacheco, Edgar, Alfonso, Javi Chino (Cámara 68’), Isaías (Héctor 68’), Mechi, Xavi Molist (Juan Sánchez 45’), Aitor, Santi Amaro (Curro 68’) i David López.

0 - Martinenc: Leo (Olavide 45’), Héctor (Sergi 62’), Miguel, Guillem, Cristian, Aitor, Víctor, Bosch (Lario 45’), Bauli, Mur i Pau (Nacho 40’).

Àrbitre: Galán Baró. Targetes grogues: Xavi Molist (30’) pel Badalona i Pau (38’) i Bauli (86’) pel Martinenc. 

Gols: 1-0, Xavi Molist (2’); 2-0 Alfonso, (4’); 3-0, David López (13’); 4-0, Xavi Molist (41’), 5-0, Juan Sánchez (57’); 6-0, Mechi (81’); 7-0, Juan Sánchez (88’).
El Club de Futbol Badalona es proclama campió de la XXIII edició del Torneig d'Històrics 2008.